# Antoni Barciak
Antoni Kazimierz Barciak (ur. 28 sierpnia 1947 w Hecznarowicach) – polski historyk, profesor nauk humanistycznych.

## Życiorys
Studia historyczne na Uniwersytecie Jagiellońskim ukończył w 1970, broniąc pracy magisterskiej pt. Najstarsze dzieje Kęt do 1564 r., napisanej pod kierunkiem prof. zw. dr hab. Sylwiusza Mikuckiego. Doktorat obronił w 1979 na Uniwersytecie Śląskim, temat dysertacji Polityka zagraniczna i ideologia polityczna monarchii Przemysława Otokara II, promotorem był prof. zw. dr hab. Roman Heck. Habilitację przeprowadził w 1993 na Uniwersytecie Jagiellońskim na podstawie rozprawy Czechy a ziemie południowej Polski w XIII oraz w początkach XIV wieku. Tytuł naukowy profesora uzyskał w 2013.
Specjalizuje się w historii średniowiecznej i naukach pomocniczych historii. Od 1 października 1994 do 30 września 2014 pełnił funkcję kierownika Zakładu Nauk Pomocniczych Historii w Instytucie Historii Uniwersytetu Śląskiego. Od 1 października 2014 profesor nadzwyczajny w Zakładzie Metodologii, Dydaktyki i Nauk Pomocniczych Historii. Od 1 października 2017 roku profesor emerytowany.
Zajmuje stanowisko prezesa katowickiego oddziału Polskiego Towarzystwa Historycznego; jest (2015) również członkiem zarządu tego stowarzyszenia.
W 2010 członek społecznego komitetu poparcia Jarosława Kaczyńskiego w wyborach prezydenta RP.
Odznaczony Złotym Krzyżem Zasługi.

### Członkostwo w organizacjach naukowych
- Polskie Towarzystwo Historyczne (od 1997 członek Zarządu Głównego)
- Polskie Towarzystwo Historyczne- Oddział Katowice (aktualnie prezes)
- Komisja Historyczna PAN Oddział w Katowicach (aktualnie wiceprzewodniczący)
- Komisja Dziejów Czech i Stosunków Polsko-Czeskich Komitetu Nauk Historycznych PAN (aktualnie zastępca przewodniczącego)
- Komisja ds. Stosunków Polsko-Czeskich i Polsko-Słowackich PAN Oddział w Katowicach
- Komisja Geografii Historycznej, Komitetu Nauk Historycznych PAN w Warszawie
- Polsko-Czeskie Towarzystwo Naukowe (aktualnie Członek Zarządu)
- Rada Naukowa Studiów Doktoranckich przy Wydziale Filozoficznym w Ostrawie
- Stowarzyszenie Archiwistów Kościelnych
- Polski Słownik Biograficzny (członek Rady Naukowej)

### Wypromowani doktorzy i tematy prac
- Przemysław Noparlik. Ziemia bytomska w późnym średniowieczu: próba rekonstrukcji krajobrazu kulturowego, 06-12-2016,
- Bożena Małachowska. Pieczęcie miast księstw opolsko-raciborskiego i cieszyńskiego do roku 1740, 18-06-2013,
- Agata Bryłka. Nowożytna kalendariografia śląska do połowy XVIII wieku – studium źródłoznawcze, 17-07-2012,
- Grzegorz Sztoler. Przestrzeń miejska i społeczność Pszczyny do połowy XVI wieku, 24-11-2009,
- Małgorzata Żmijewska. Ludność parafii tyskiej od 1749 roku do połowy XIX wieku w świetle ksiąg metrykalnych. Studium demograficzno-społeczne, 18-03-2008,
- Jacek Siebel. Ludność parafii rzymskokatolickiej pw. św. Szczepana w Bogucicach w latach 1738–1860, 24-04-2007,
- Anna Krzemińska. Procesy archiwotwórcze na przykładzie klasztoru cystersów w Krzeszowie, 26-09-2006,
- Norbert Mika. Mieszko książę raciborski, syn Władysława II Wygnańca, 23-05-2006,
- Anna Badura. Społeczność parafii kochłowickiej od schyłku XVII do początków XIX wieku, 23-05-2006,
- Barbara Nowak. Klasztor dominikanek raciborskich w średniowieczu, 13-07-2004,
- Urszula Chrobok-Sztoler. Miedźna – miejscowość, parafia i społeczność wiejska. Studium z dziejów wsi pszczyńskiej do początku XIX wieku, 22-06-2004,
- Iwona Pietrzyk. Kancelaria i dokument Przemyślidów opawskich w XIV i początkach XV wieku, 08-07-2003,
- Barbara Włochowicz. Działalność piśmiennicza Eleazara Tilischa, 10-06-2003,
- Bogdan Kloch. Organizacja parafialna w archidiakonacie opolskim do początków reformacji: studium rozwoju sieci parafialnej, 01-04-2003,
- Roman Barnat. Teorie demonologiczne w polskojęzycznych tekstach drukowanych w XVI i w pierwszej połowie XVII wieku, 20-06-2000,

## Ważniejsze publikacje

### Publikacje zwarte
- Ideologia polityczna monarchii Przemysła Otokara II: studium z dziejów czeskiej polityki zagranicznej w drugiej połowie XIII wieku (1982)
- Czechy oraz ziemie południowej Polski w XIII oraz w początkach XIV wieku: polityczno-ideologiczne problemy ekspansji czeskiej na ziemie południowej Polski (1992)
- Między Polską a Czechami: Śląsk i jego mieszkańcy w źródłach czeskich doby średniowiecza (2012)

### Redakcje czasopism
- „Studia i Materiały z dziejów Śląska” T. 21–26 (1996–2005)
- „Scripta Rudensia” T. 1–10 (1994–2000) – współredaktor
- „Zaranie Śląskie” od 2001 r. – współredaktor
- „Nobilitas in historia moderna”

### Redakcje książek
- Książęta i księżne Górnego Śląska. Katowice 1995, s. 202 ISBN 83-86053-08-9.
- D. Matthew. Europa średniowieczna. Warszawa 1996, s. 240 – redakcja polskiego wydania
- „Wyrósł z dobrego drzewa”. Uniwersytet Śląski 1968-1998. Fakty, dokumenty, relacje. Katowice 1998, s. 472
- Środkowoeuropejskie dziedzictwo św. Wojciecha. Katowice 1998, s. 486
- Środkowoeuropejskie dziedzictwo cyrylo-metodiańskie. Katowice 1999, s. 260
- Tysiącletnie dziedzictwo kulturowe diecezji wrocławskiej. Katowice 2000, s. 372
- Z dziejów Śląska. Zbiór studiów. Katowice 2000, s. 134. ISBN 83-88657-00-3 (wraz z Teresa Rduch-Michalik) ukazało się drukiem w początkach 2001 r.
- Lux Romana w Europie Środkowej ze szczególnym uwzględnieniem Śląska.
- Katowice 2001, s. 362. ISBN 83-86053-40-2.
- Wilamowice. Przyroda, historia, język, kultura oraz społeczeństwo miasta i gminy. Wilamowice, 2001, s. 745. ISBN 83-915888-0-7.
- Katowice w 136 rocznicę uzyskania praw miejskich. Katowice 2002. s. 344. ISBN 83-86053-46-1.
- Kultura edukacyjna na Górnym Śląsku. Katowice 2002. s. 380. ISBN 83-86053-47-X.
- Redakcja wydawnictwa źródłowego: Protokolarz albo „Czerwona księga Mysłowic”. Mysłowice 2002. s. 544. ISBN 83-913070-1-8.
- Ziemia pszczyńska przez wieki. Stan badań, archiwalia, problemy badawcze. Suszec 2002. s. 240. ISBN 83-906088-1-2.
- Jubileusz duszpasterstwa w parafii Dobrego Pasterza w Ustroniu – Polanie. Ustroń 2003 ISBN 83-919571-0-1.
- Korzenie środkowoeuropejskiej i górnośląskiej kultury gospodarczej. Katowice 2003, ISBN 83-86053-50-X.
- Wkład kościołów i zakonu franciszkańskiego w kulturę Katowic. Katowice 2003, s. 384 ISBN 978-83-86053-46-9.
- Curatores pauperum. Źródła i tradycje kultury charytatywnej Europy Środkowej. Katowice 2004, s. 378. ISBN 83-86053-53-4.
- Przemiany struktur społeczno-zawodowych ludności w dziejach Katowic. Katowice 2004, s. 318. ISBN 83-86053-52-6.
- Przemysł na Górnym Śląsku i w Zagłębiu Dąbrowskim w XIX i XX wieku. Katowice 2004, s. 150 ISSN 0208-6336, ISBN 83-226-1343-1 (wraz z A. Topolem)
- Źródła kultury umysłowej w Europie Środkowej ze szczególnym uwzględnieniem Śląska. Katowice 2005, s. 238 ISBN 83-86053-58-5.
- Studia i materiały z dziejów Śląska. T. 26(2005). ISBN 83-86053-59-3, s. 240.
- Regesty dokumentów przechowywanych na Górnym Śląsku. T. I. Wrocław – Opava 2004 (wyszło w 2005). ISBN 83-88430-26-2 (PL); ISBN 80-86388-17-4 (CZ) (wraz z K. Müllerem), s. 158
- Wielokulturowość Katowic. Katowice 2005, s. 352. ISBN 83-86053-57-7.
- Wilamowickie Sacrum. Wilamowice 2005. ISBN 83-915888-2-3, s. 176
- Kultura prawna w Europie Środkowej. Katowice 2006, ISBN 83-86053-62-3, s. 326
- Katowice w minionej rzeczywistości, Katowice 2006, ISBN 83-86053-61-5, s. 342
- Piśmiennictwo Czech i Polski w średniowieczu i we wczesnej epoce nowożytnej. Katowice 2006, s. 360. ISSN 02086336, ISBN 83-226-1509-4 (razem z W. Iwańczakiem) nie wykazane w sprawozdaniu za rok 2006.
- Przemiany protoindustrialne i industrialne jako czynnik miastotwórczy Katowic. Katowice 2007, s. 269. ISBN 978-83-86053-64-3.
- Piastowie śląscy w kulturze i europejskich dziejach. Katowice 2007, s. 446. ISBN 978-83-86053-65-0.
- Dzieje medycyny i działalności charytatywnej na terenie Katowic. Katowice 2008, s. 272. ISBN 978-83-86053-64-3.
- Święty Jacek Odrowąż i dominikanie na Śląsku. Katowice 2008, s. 387. ISBN 978-83-88657-32-0.
- „Mądrość zbudowała sobie dom...” Uniwersytet Śląski 1968-2008. Dzieje, dokumentacja, źródła. Katowice 2008, s. 751 + materiał dalszy na dyskietce. ISBN 978-83-226-1763-2. ISSN 0208-6336.
- „Non omnis moriar”. Zmarli Pracownicy Uniwersytetu Śląskiego w Katowicach 1968–2008, Katowice 2008, s. 430, ISBN 978-83-226-1774-8.
- Korzenie wielokulturowości Śląska ze szczególnym uwzględnieniem Śląska Górnego, Katowice – Zabrze 2009, s. 328, ISBN 978-83-88657-35-1.
- W 40-lecie powstania Uniwersytetu Śląskiego – Szkolnictwo i nauka na Górnym Śląsku, Katowice 2009, s. 624, ISBN 978-83-88657-34-4.
- Katowice w 144. Rocznicę uzyskania praw miejskich. Tradycje i dziedzictwo górnicze na obszarze Katowic z perspektywy XXI wieku., Katowice 2010, ISBN 978-83-88657-41-2.
- Ślązacy w oczach własnych i obcych, Katowice–Zabrze 2010, ISBN 978-83-88657-42-9.
- Szkoła Seraficka, t. 6, 750- lecie przybycia Braci Mniejszych do Bytomia, Katowice 2010, ISSN 18987842.
- Regesty listin uložených v Horním Slezsku. Sv. II. Opava-Opole-Katowice 2011, s. 346. ISBN 978-80-86388-88-5 (wraz z K. Müllerem).
- Realia życia codziennego w Europie Środkowej ze szczególnym uwzględnieniem Śląska. Katowice-Zabrze 2011, s. 485. ISBN 978-83-60071-41-0, ISSN 2084-0705.
- Katowice w kulturze pamięci. Katowice 2011. s. 296. ISBN 978-83-88657-47-4.
- Założyciele miasta oraz mecenasi nauki, kultury i sztuki w dziejach Katowic. Katowice 2017, s. 343.

### Studia, rozprawy, artykuły
- W sprawie polityki Przemysła Otokara II wobec Polski. „Przegląd Historyczny” 1974, z. 3.
- Polacy w bitwie pod Suchymi Krutami. „Prace Naukowe Uniwersytetu Śląskiego”. Prace Historyczne 4. Katowice 1975
- Przekaz latopisu ruskiego o wyprawie polsko-ruskiej na Czechy w r. 1075. Śląskie Studia Historyczne 2 (1977). Prace Naukowe Uniwersytetu Śląskiego
- Dzieje Kęt do roku 1564. Rocznik Bielski. Watra 1 (1980)
- Biskup ołomuniecki Bruno z Schauenburga a Polska. „Sobótka” 1980, z. 3,
- Relacje o Polsce i Polakach w najstarszych czeskich źródłach narracyjnych. Historia i Współczesność 6. Katowice 1982
- Średniowieczny dziejopis i czasy jemu współczesne. Uwagi o relacjach najstarszych kronikarzy polskich i czeskich o współczesnych im osobach i wydarzeniach. Historia i Współczesność 7. Katowice 1984
- Funkcjonowanie pojęcia „Śląsk” w czeskich kronikach i rocznikach do końca XIV wieku. Jak powstaje historia?. Katowice 1986.
- Rywalizacja o tron rzymski w okresie „Wielkiego Bezkrólewia w drugiej połowie XIII wieku. Stosunek Przemysła Otokara II do królów rzymskich i prób nowych elekcji w Niemczech. Polska – Niemcy w średniowieczu. Poznań 1986.
- Arengi i narracje dokumentów Przemysła Otokara II dla miast i mieszczan. Historia i Współczesność 8. Katowice 1988
- Zagadnienie przynależności ziemi kłodzkiej w latach 1278–1290. Źródłoznastwo i studia historyczne.Acta Universitatis Wratislaviensis. Historia 76. Wrocław 1989
- W sprawie kultu św. Wacława na Śląsku w XIII wieku. Kultura średniowieczna Śląska. Pierwiastki rodzime i obce. Wrocław 1993
- Chrystianizacja Czech w obrządku łacińskim. Chrystianizacja Polski południowej. Red. J. Małecki. Kraków 1994.
- Dzieje klasztoru cystersów w Rudach oraz zespołu klasztornego po kasacji konwentu. Zarys problematyki badawczej. Scripta Rudensia 1 (1994)
- Jarosław – Kazimierz, pierwsza nieudana fundacja cysterska na Górnym Śląsku. „Nasza Przeszłość” 83 (1994).
- Próba spojrzenia na średniowiecze. Prace Komisji Naukowych PAN w Katowicach. Z. 18. Katowice 1994
- Rudy. Problemy topograficzne związane z funkcjonowaniem nazwy klasztoru i miejscowości. „Scripta Rudensia” 1 (1994) – wraz z P. Greinerem
- Zarys dziejów organizacji kościelnej na Górnym Śląsku. Metropolia Katowicko – Górnośląska. Dziedzictwo historii. Wyzwania wobec przyszłości. Red. W. Świątkiewicz, J. Wcisło. Katowice 1994.
- Chrzcielnica brązowa w Zatorze z 1462 r. „Studia i materiały z dziejów Śląska” 21 (1996) – wraz z J. Sperką.
- Dokument lokacyjny miasta Zatora z 1292 r. Silesia Superior 2 (1995).
- Gliwice do 1335 r. Historia Gliwic. Red. J. Drabina. Gliwice 1995.
- Początki własności klasztoru lubiąskiego na Opolszczyźnie. Problem Wróblina. Studia z historii gospodarczej ziem polskich. Red. J. Kwak. Katowice 1995.
- Przemysł czy Otokar? Z problematyki funkcjonowania dwóch imion władców czeskich w XIII wieku (Przemysł Otokar I). Cracovia – Polonia – Europa. Kraków 1995.
- Czeskie echa koronacji Przemysła II. Przemysł II. Odnowienie Królestwa Polskiego. Poznań 1996.
- Jak se Slezsko stalo zemí koruny české. Vlastivědne listy 1996, nr 1.
- Osadnictwo i jego uwarunkowania na terenie Wielkich Katowic w okresie od XIII do XVIII wieku. Kronika Katowic 6 (1996)
- Cynowa, piętnastowieczna ampułka ze Starej Wsi. E sciencia et amicitia. Studia poświęcone Profesorowi Edwardowi Potkowskiemu. Warszawa 1997.
- Rozwój osadnictwa na terenie Chorzowa do XVIII wieku. Chorzów w kulturze Śląska. Chorzów Batory 1997.
- Z pomocných ved historických. Acta Universitatis Carolinae 13. Praha 1997.
- Dokument księcia Jana II oświęcimskiego dla Kęt z 25 maja 1391. Almanach Kęcki 2 (1998).
- Książęta Górnego Śląska a klasztor w Rudach. Klasztor w społeczeństwie średniowiecznym i nowożytnym. Red. M. Derwich, A. Pobóg – Lenartowicz. Opole-Wrocław 1998.
- Problemy świadomości narodowej w stosunkach czesko- polskich w średniowieczu. Czechy i Polska na szlakach ich kulturalnego rozwoju. Red. J. Wyrozumski. Kraków 1998.
- Woszczyce – Rudy. Monasticon Cisterciense Poloniae. Red. A. Wyrwa, J. Strzelczyk, R. Kaczmarek. T. 2. Poznań 1999 (wraz z J. Gorzelikiem).
- Najstarsze dzieje Świętochłowic. Rocznik Świętochłowicki 1 (1999).
- Książę Przemek ścinawski i bitwa siewierska. Nihil superfluum esse. Studia z dziejów średniowiecza ofiarowane Profesor Jadwidze Krzyżaniakowej. Red. J. Strzelczyk, J. Dobosz. Poznań 2000.
- Początki sieci parafialnej w księstwie cieszyńskim. Die konfessionellen Verhältnisse im Teschener Schlesien vom Mittelalter bis zur Gegenwart. Red. P. Chmiel, J. Drabina. Rattingen 2000.
- Rola cystersów na Górnym Śląsku w średniowieczu. Cystersi w społeczeństwie Europy Środkowej. Poznań 2000.
- Posiadłości biskupów wrocławskich w księstwie opolskim do początków XIV wieku. Przykład Ujazdu. Tysiącletnie dziedzictwo kulturowe diecezji wrocławskiej. Red. A. Barciak. Katowice 2000.
- Mendykanci w średniowiecznym Rybniku. Klasztor w mieście średniowiecznym i nowożytnym. Red. M. Derwich, A. Pobóg-Lenartowicz. Wrocław–Opole 2000.
- Przełom XIII wieku w dziejach Śląska. Pamiętnik XVI Powszechnego Zjazdu Historyków Polskich. T. I. Warszawa 2000 (wraz z M. Golińskim)
- Klasztor cystersów w Rudach. Zarys dziejów. [w:] Opactwo cysterskie w Rudach na Górnym Śląsku w świetle badań terenowych w latach 1992–1995. .Red. L. Kajzer. Katowice 2001, s. 23–42. ISBN 83-85871-20-9.
- „Gola” w średniowiecznych źródłach śląskich. [w:] Memoria amici et magistri. Studia historyczne poświęcone pamięci Prof. Wacława Korty. Wrocław 2001, s. 259–264. ISBN 83-903712-1-9.
- „Regestrum Gromady caley wsi Willamowic” z 1642 r. [w:] Dyplomacja – Polityka – Prawo. Księga pamiątkowa ofiarowana Prof. Henrykowi Kocójowi w siedemdziesiątą rocznicę urodzin. Red. I. Panic. Katowice 2001, s. 261–266. ISBN 83-226-1060-2, ISSN 0208-6336.
- Datacja rzymska w średniowiecznych narracyjnych źródłach śląskich. [w:] Lux Romana w Europie Środkowej ze szczególnym uwzględnieniem Śląska. Red. A. Barciak. Katowice 2001, s. 128–136. ISBN 83-86053-40-2.
- Pod rządami Piastów śląskich. [w:] Wilamowice. Przyroda, historia, język, kultura i społeczeństwo miasta i gminy. Red. A. Barciak. Wilamowice 2001, s. 82–97. ISBN 83-915888-0-7.
- Tytuł opawski książąt wrocławsko–legnickich w XIV wieku. [w:] Księga Pamiątkowa Prof. Stanisława Byliny. Warszawa 2001, s. 445–452.
- Śląsk w źródłach czeskich do końca XIV wieku, [w:] XVI Powszechny Zjazd Historyków Polskich. Pamiętnik. T. II, cz.I, Toruń 2000, s. 117–123. ISBN 83-7174-702-0 (ukazało się na początku 2001).
- Przełom wieku XIII w dziejach Śląska. [w:] XVI Powszechny Zjazd Historyków Polskich. Pamiętnik. T. I, Toruń 2000, s. 147–154. ISBN 83-7174-619-9 (ukazało się na początku 2001).
- Początki Gliwic. Rocznik Muzeum w Gliwicach T. 16 (2001), s. 255–262. ISSN 0860-0937 (ukazało się w początkach 2002 r.).
- Głos w dyskusji [w] Pytania o średniowiecze. Red. W. Fałkowski. Warszawa 2001, s. 261–263. ISBN 83-88973-14-2 (ukazało się w początkach 2002 roku).
- Uwagi o początkach i kształtowaniu się zawodu archiwisty (średniowiecze). „Archiwista Polski” T. 6 (2001), nr 3-4, s. 99–110. ISSN 1425-9893 (wraz z Anną Krzemińską) (ukazało się w początkach 2002 roku).
- Problemy osadnictwa na terenie współczesnych Katowic do czasów industrializacji [w] Katowice w 136 rocznicę uzyskania praw miejskich. Katowice 2002, s. 27–33. ISBN 83-86053-46-1.
- Stan badań nad starszym okresem w dziejach ziemi pszczyńskiej [w] Ziemia pszczyńska przez wieki. Stan badań, archiwalia, problemy badawcze. Red. A. Barciak. Suszec 2002. s. 38–46. ISBN 83-906088-1-2.
- Studenci z Górnego Śląska w Uniwersytecie Krakowskim w XV wieku [w] Kultura edukacyjna na Górnym Śląsku. Katowice 2002. s. 74–81. ISBN 83-86053-47-X.
- Uwagi o bobrach na Śląsku w XII i XIII wieku. [w] Inter orientem et occidentem. Studia z dziejów Europy Środkowej ofiarowane profesorowi Janowi Tyszkiewiczowi w czterdziestolecie pracy naukowej. Warszawa 2002. s. 89–94. ISBN 83-7181-258-2.
- Ikonografia pieczęci Przemyślidów opawskich do początków XV wieku. [w] Imago narrat. Obraz jako komunikat w społeczeństwach europejskich. Red. S. Rosik, P. Wiszewski. Wrocław 2002. ISBN 83-229-2373-2, s. 359–370 (ukazało się w maju 2003 r.) wraz z I. Pietrzyk.
- Wstęp [w] Górnośląska symbolika samorządowa. Wczoraj–dziś–jutro. Tarnowskie Góry 2003. ISBN 83-87470-60-0, s. 5–6.
- Zamiast rysu historycznego [w] Universitas studiorum Silesia anno MMIII. Katowice 2003. ISBN 83-226-1304-0, s. 11–12.
- Wstęp [w] Korzenie środkowoeuropejskiej i górnośląskiej kultury gospodarczej. Red. A. Barciak. Katowice 2003. ISBN 83-86053-50-X, s. 11–12.
- Wstęp [w] Wkład kościołów i zakonu franciszkanów w kulturę Katowic. Red. A. Barciak. Katowice 2003. ISBN 83-86053-46-1. S. 15–17.
- Wstęp [w] Jubileusz 25-lecia duszpasterstwa w parafii Dobrego Pasterza w Ustroniu-Polanie. Red. Antoni Barciak. Ustroń 2003. ISBN 83-919571-0-1, s. 9–11.
- Problemy osadnictwa w rejonie Zabrza w średniowieczu [w] Korzenie środkowoeuropejskiej i górnośląskiej kultury gospodarczej. Red. A. Barciak. Katowice 2003. ISBN 83-86053-50-X, s. 193–2000.
- Uwagi o funkcjonowaniu rady miasta Mysłowice w świetle „Czerwonej Księgi” (od końca XVI do drugiej połowy wieku XVIII) [w] Annales Academiae Paedagogicae Cracoviensis 21. Studia Historica III. Wydanie Specjalne: Księga Jubileuszowa Profesora Feliksa Kiryka. Red. Andrzej * Jureczko, Franciszek Leśniak, Zdzisław Noga. Kraków 2004, s. 287–290. ISSN 1643-6539.
- Contra regem et patrem. Bunt Przemysła Otokara II przeciw ojcu królowi Wacławowi [w] Zamach stanu w dawnych społecznościach. Red. A. Sołtysiak Warszawa 2004: s. 323–328. ISBN 83-920180-3-6.
- Przybysze z Czech i Moraw w otoczeniu książąt górnośląskich w średniowieczu [w] Polacy w Czechach Czesi w Polsce. V – XVIII wiek. Red. H. Gmiterek, W. Iwańczak. Lublin 2004. s. 31–39. ISBN 83-227-2217-6.
- Wrocław w średniowiecznej historiografii czeskiej [w] Wrocław w Czechach Czesi we Wrocławiu. Literatura – Język – Kultura. Red. Z. Tarajło-Lipowska, J. Malicki. Wrocław 2003, s. 15–20. ISBN 83-89247-61-5. (ukazało się w 2004).
- Uwagi o roli Rybnika w XIII wieku w świetle współczesnych źródeł dokumentowych [w] Sacrum i profanum. Klasztory i miasta w rzeczywistości Górnego Śląska. Red. E. Bimler – Mackiewicz. Rybnik 2003, s. 43–48. ISBN 83-914605-8-4 (ukazało się w 2004).
- Sacrum a średniowieczny Rybnik [w] Sacrum i profanum. Klasztory i miasta w rzeczywistości Górnego Śląska. Red. E. Bimler-Mackiewicz. Rybnik 2003, s. 81–87. ISBN 83-914605-8-4. (ukazało się w 2004).
- Tytulatura książąt opolskich – potomków i następców Mieszka, zwanego Laskonogim [w] Sacra Silentii provincia. 800 lat dziedzicznego księstwa opolskiego (1202 – 2002). Red. A. Pobóg – Lenartowicz. Opole 2003, s. 101–105. ISBN 83-88939-64-5 (ukazało się w 2004).
- Polityka czeska wobec ziem polskich za panowania ostatnich Przemyślidów i Jana Luksemburskiego [w] Polska około roku 1300. Red. W. Fałkowski. Warszawa 2003, s. 225–246. ISBN (ukazało się w 2004).
- Uwagi o strukturze zawodowej i społecznej mieszkańców terenów współczesnych Katowic do początków XVIII w. Przemiany struktur społeczno-zawodowych ludności w dziejach Katowic. Red. A. Barciak. Katowice 2004, s. 31–39. ISBN 83-86053-52-6.
- Kontakty polityczno – dyplomatyczne arcybiskupa Arnoszta z ziemiami polskimi [w] Arnošt z Pardubic 1297 – 1364. Osobnost – okruh – dědictví. Postać – środowisko – dziedzictwo. Red. Lenka Bobková, Ryszard Gładkiewicz, Petr Vorel. Wrocław – Praha – Pardubice 2005. ISBN (PL) 83 88430-40-8; ISBN (CZ) 80-7308-107-6; ISBN (CZ) 80-7194-822-5.
- Obraz Polaka w średniowiecznej historiografii czeskiej [w] Polaków i Czechów wizerunek wzajemny (X-XVII w.). Red. Wojciech Iwańczak i Ryszard Gładkiewicz. Wrocław-Warszawa 2004, s. 45–55.
- Cystersi w górnośląskich dziejach [w] Studia i materiały do dziejów Żup Solnych w Polsce. T. 24 (2005), s. 237–247.
- Władcy czescy w relacji autora Kroniki książąt polskich [w] Korunné země v dějínách českého státu. Red. Ludék Březina – Jana Konvíčná, Jana Wojtucka. Praha 2005 (wyszło w 2006 r.), ISBN 80-86971-07-4, s. 309–317
- Uwagi o koncepcjach czasowych narracji historycznej Galla Anonima i Kosmasa [w] Piśmiennictwo Czech i Polski w średniowieczu i we wczesnej epoce nowożytnej. Red. A. Barciak, W. Iwańczak, Katowice 2006, ISBN 83-226-1509-4, ISSN 0208-6336, s. 63–76.
- Wójt i ława w Mysłowicach w świetle „Czerwonej Księgi” od końca XVI do drugiej połowy XVIII wieku [w] Rozum i rzetelność są wsparciem jedynym. Studia z historii sztuki ofiarowane Ewie Chojeckiej. Red. B. Szczypka – Gwiazda, ISBN 83-87455-49-0, Katowice 2006, s. 19–24.
- Inskrypcje górnośląskie – przykład Mysłowic [w] Studia Epigraficzne II. Red. Joachim Zdrenka., Zielona Góra 2006, ISBN 83-7481-032-7, s. 15–25 (wraz z I. Pietrzyk).
- Stan i perspektywy badań nad kancelariami książąt górnośląskich [w] Belliculum Diplomaticum II Thorunense. Red. W. Chorążyczewski, J. Tandecki., Toruń 2006, s. 171–180.
- Arnoszt z Pardubic w narracyjnych średniowiecznych źródłach śląskich [w] Ecclesia – cultura – potestas. Studia z dziejów kultury i społeczeństwa. Red. P. Kras i inni. Lublin 2006 (ukazało się w maju r. 2007), s. 217–222 – ISBN 83-88385-83-6: ISBN 978-83-88385-83-4.
- Piastowie śląscy w średniowiecznych kronikach czeskich [w] Piastowie śląscy w kulturze i europejskich dziejach. Red. A. Barciak. Katowice 2007, s. 334–341 – ISBN 978-83-86053-65-0.
- Opole w świetle najstarszych wzmianek źródłowych (dokumentowych [w] Jak powstało Opole? Miasto i jego książęta. Red. A. Pobóg-Lenartowicz. Opole 2006 (ukazało się w 2007), s 23-31 ISBN 83-903671-9-X.
- Piastowie opolscy w czeskich średniowiecznych źródłach narracyjnych [w] Jak powstało Opole? Miasto i jego książęta. Red. A. Pobóg-Lenartowicz. Opole 2006 (ukazało się w 2007), s 81-87 ISBN 83-903671-9-X.
- Wrocław jako centrum administracyjne w dobie Luksemburgów. [w] Rezidence a správní sídla v zemích Česke koruny ve 14. –0 17. století. Korunní země v dějinaách Českého státu III. Wyd. Lenka Bobková, Jana Konvičná. Praha 2007. ss 245-254. ISBN Ukazało się w początkach 20-08 r. nie wykazane w sprawozdaniu za rok 2007).
- Język dokumentów Przemyślidów opawskich do początków XIV wieku [w]. Acta Universitatis Carolinae – Philosophica et historica 1-2. Z pomocných věd historických XVI (ukazało się na przełomie 2007 o 2088 r. nie wykazane w sprawozdaniu za rok 2007).
- Klasztor w Rudach a władcy [w] Klasztor cystersów w Rudach. Red. Norbert Mika. Racibórz 2008, ss 21-27. ISBN 978-83-89802-72-9.
- Dziedziczni wójtowie raciborscy [w] Historia vero testis temporum. Red. Janusz Smołucha i inni. Kraków 2008, s. 477–488. ISBN 978-83-61033-18-9.
- Mieszczanie raciborscy w średniowieczu [w] Społeczeństwo Polski średniowiecznej. T. XI. Red. Stefan. K. Kuczyński. Warszawa 2007, s. 113–134. ISBN 83-7181-516-6; 13-978-83-7181-516-4 (ukazało się na początku 2008 r. – nie wykazane w sprawozdaniu za 2007 r.)
- Itineraria władców górnośląskich z dynastii Piastów w średniowieczu [w] Rola komunikacji i przestrzeni w średniowiecznych i wczesnonowożytnych dziejach Czech i Polski. Red. Anna Paner, Wojciech Iwańczak. Gdańsk 2008, s. 81–98. ISBN 978-83-7326-517-2.
- Kęckie sacra [w] Kęckie sacrum. Red. Stanisław Cader. Kęty 2008, s. 7–11. ISBN 978-83-926116-8-4.
- Stan szkolnictwa na Górnym Śląsku do początków XX wieku [w] „Madrość zbudowała sobie dom...”. Uniwersytet Śląski 1968-2008., Dzieje, dokumentacja, źródła. Katowice 2008, s. 17–23. ISBN 978-83-226-1763-2, ISSN 0208-6336.
- Śląskie deficyty badawcze nauk historycznych [w] Śląskoznawcze deficyty badawcze nauk historycznych. Red. Marek Czapliński, Jacek Dębicki, Tomasz Przerwa. Wrocław 2007, s. 10–17. ISBN 978-83-913944-9-6 (ukazały się na przełomie 2007 i 2008 r., nie wykazane w sprawozdaniu za rok 2007).
- Książęta raciborscy a klasztory dominikańskie w Raciborzu (Święty Jacek Odrowąż i dominikanie na Śląsku). Red. Antoni Barciak. Katowice 2008, s. 115–123. ISBN 978-83-88657-32-0.
- „Litterati et laici” w Liber Albus Bractwa Literackiego Najświętszej Marii Panny w Raciborzu w średniowieczu, „Hominem querere. Człowiek w źródle historycznym. Ted. Stanisław Rosik., Przemysław Wiszewski, „Acta Uniwersitatis Wratislaviensis.” Historia Tom 177 (2008), s. 227–232
- Szkolnictwo na Górnym Śląsku w średniowieczu. Zarys problematyki badawczej, [w:] W 40-lecie powstania Uniwersytetu Śląskiego – Szkolnictwo i nauka na Górnym Śląsku, red. Antoni Barciak, Katowice 2009, s. 259–269 ISBN 978-83-88657-34-4.
- Eufemia, księżniczka opawsko-racibortska, dominikanką raciborską w drugiej połowie XIV wieku, [w:] Scriptura, diploma, sigillum, red. Joachim Zdrenka, Joanna Karczewska, Zielona Góra 2009, s. 303–308. ISBN 978-80-7308-265-9.
- Kościół wrocławski w średniowiecznej historiografii czeskiej, [w:] Náboženský život a církevní poměry v zemích Koruny české ve 14.-17. století. Korunní země v dějinách českého státu IV., red. Lenka Bobková, Jana Konvičná, Praga 2009, s. 473–481. ISBN 978-83-7481-265-8.
- Postrzeganie Czech i Czechów na Śląsku w XIV i początkach XV wieku, [w:] Slezsko země koruny české Historie a kultura 1300-1740, red. Lenka Zapletalová, Praha 2008, s. 215–221 ISBN 978-80-7035-396-7.
- Kilka uwag na temat periodyzacji, zwłaszcza periodyzacji dziejów Śląska, [w:] K periodizaci dějin Slezska, red. Dan Gawrecki, Opava 2008, s. 257–260
- Teoria faktu w badaniach, [w:] Faktografia w badaniach historycznych, red. Krystyna Kleszczowa, Jolanta Gwioździk, Katowice 2009, s. 35–42
- Księga Bractwa Najświętszej Panny Marii Szkaplerznej przy kościele Św. Mikołaja oo. Franciszkanów w Bytomiu, [w:] Miasta ludzie instytucje znaki. Ksiega jubileuszowa ofiarowana profesor Bożenie Wyrozumskiej w 75. rocznicę urodzin, Kraków 2008, s. 599–611
- Postrzeganie Piastów Śląskich przez czternastowiecznych kronikarzy czeskich, [w:] Historia u Piastów Piastowie w historii, red. Bogusław Czechowicz, Brzeg 2008, s. 89–96
- Górny Śląsk – wyzwania badawcze, [w:] Korzenie wielokulturowości Śląska ze szczególnym uwzględnieniem Śląska Górnego, red. Antoni Barciak, Katowice- Zabrze 2009, s. 23–28
- Postrzeganie Opawszczyzny i książąt opawskich przez Jana Długosza w jego dziele „Annales seu cronicae incliti Regni Poloniae, „Acta historica Universitatis Silesiae Opavienisis”, Tom I (2008), s. 61–69
- 90 rocznica uzyskania przez Polskę Niepodległości, Prace Komisji Naukowych Polskiej Akademii Nauk Oddział Katowice, Z. 33 (2009), s. 13–15 (ukazało się w wersji elektronicznej)
- Wykupienie się gromady Wilamowice z poddaństwa oraz uwolnienie od wszelkich ciężarów i powinności pańskich w 1808 roku, [w:] O prawie i jego dziejach księgi dwie, M,. Mikołajczyk, J. Ciągwa i inni, Białystok- Katowice 2010, s. 597–602; ISBN 978-83-7431-226-4 (księga 1), 978- 83- 7431- 228- 3 (księga 1 i 2)
- Rola i oddziaływanie franciszkańskiego klasztoru w Bytomiu od końca XVII w. do początku XIX w. w świetle Księgi Brackiej, [w:] Szkoła Seraficka, t. 6, 750- lecie przybycia Braci Mniejszych do Bytomia, pod red. A. Barciak, W. J. Sztyk, Katowice 2010, s. 50–57, ISSN 1898-7842.
- Bractwo literackie NMP w Raciborzu jako wspólnota religijna, [w:] Wspólnoty małe i duże w społeczeństwach Czech i Polski w średniowieczu i w czasach nowożytnych, pod red. W. Iwańczak, J. Smołucha, Kraków 2010, s. 183–192, ISBN 978-83-7188-769-7.
- Skład osobowy klasztoru dominikanek raciborskich w średniowieczu, [w:] Sanctimoniales. Zakony żeńskie w Polsce i Europie Środkowej (do przełomu XVIII i XIX wieku), pod red. A. Radzimiński, D. Karczewski, Z. Zyglewski, Bydgoszcz- Toruń 2010, s. 333–341; ISBN 978-83-231-2519-8, ISBN 978-83-7096-763-5.
- Kraków w średniowiecznych, czeskich źródłach narracyjnych do końca XIV wieku, [w:] Sršatý Prajz, pod red. J. Hanzel, O. Šefčik, Praha 2010, s. 19–27, ISBN 978-80-7422-033-3.
- Głogów i książęta głogowscy w kronikach i rocznikach czeskich do końca XIV wieku, [w:] Glogovia Maior. Wielki Głogów między blaskiem dziejów a cieniem ruin, pod red. B. Czechowicz, M. Konopnicka, Głogów- Zielona Góra 2010, s. 25–31, ISBN 978-83-7481-354-9.
- Dorobek naukowy Profesora Kazimierza Jasińskiego w perspektywie badań nad średniowiecznym Śląskiem, [w:] Scientiae Auxiliares Historiae I, pod red. J. Wenta, P. Oliński, Toruń 2010, s. 249–256, ISBN 978-83-231-2479-5.
- Tage und Debatten im Beisein des Herzogs in Polen. Zu der Funktionsweise von Tagen („wiece“) des 13. Jahrhunderts. [w:] Ritualisirung politischen Willensbildung: Polen und Deutschland im hohen und späten Mittelalter., pod red. W. Fałkowski, B. Schneidmüller, S. Weinfurter, Wiesbaden 2010, s. 67–77; ISBN 978-3-447-06389-0, ISSN 09474226.
- Inskrypcje katowickie, „Studia epigraficzne”, t. IV, Zielona Góra 2011, s. 7–17. ISBN 978-83-7481-384-6.
- Podstawy ekonomiczne obu klasztorów dominikańskich w Raciborzu [w] Inter oeconomiam coelestem et terrenam. Mendykanci a zagadnienia ekonomiczne. Red. W. Długokęcki i in. Kraków 2011, s. 377–394. ISBN 978-83-61989-43-1.
- Ulice, place o cmentarze w przestrzeni miasta Raciborza w średniowieczu i w początkach nowożytności [w] Ulice, place i cmentarze w publicznej przestrzeni średniowiecznego o wczesnonowożytnego miasta Europy Środkowej. Red. S. Krabath i in. Wrocław 2011, s. 51–61. ISBN 978-83-61416-52-4 (wraz z M. Sepiałem)
- Postrzeganie Polski i polskiej polityki władców czeskich przez autorów Kronik zbrasławskiej [w] In tempore belli et pacis. Ludzie-miejsca-przedmioty. Red. T. Grabarczyk i in. Warszawa 2011, s. 47–56. ISBN 978-83-7181-656-7.
- Śląsk i Ślązacy w dziele wójta żywieckiego Andrzeja Komanieckiego. „Chorografia albo dziejopis żywiecki” [w] Polska leży na Zachodzie. Red. W. Wrzesiński i in. Toruń 2011, s. 629–639. ISBN 978-83-7780-083-6.
- Współpraca polsko-czeska oraz polskie zainteresowania dziejami Czech i stosunków polsko-czeskich w badaniach okresu średniowiecza u progu XXI wieku, „Historia Slavorum Occidentis. Czasopismo Historyczne. Časopis historický”, 2011, nr 1, s. 9–15. ISSN 20841213, ISBN 978-83-7780-059-1.